# لوتار بيرغر
لوتار بيرغر (بالألمانية: Lothar Berger)‏ هو عسكري ألماني، ولد في 31 ديسمبر 1900 في هلبرشتات في ألمانيا، وتوفي في 5 نوفمبر 1971 في باد شفارتاو في ألمانيا.